# Memorial JK
El Memorial JK es un mausoleo y museo dedicado a Juscelino Kubitschek, el vigésimo primer presidente de Brasil y fundador de Brasilia, capital de Brasil desde 1960.

## Historia
En 1976, la viuda del Presidente Juscelino Kubistchek encomendó al arquitecto Oscar Niemeyer que proyectara el Memorial JK, lugar que serviría de museo sobre la vida del Presidente responsable de la construcción de Brasilia, capital de Brasil.
Fue el presidente João Figueiredo quien autorizó la donación del terreno para la construcción de la obra. 
El 12 de septiembre de 1981 fue finalmente inaugurado el Memorial JK que al principio fue objeto de críticas y generó polémica sobre la intención de Oscar Niemeyer, si sería o no hacer una referencia al comunismo, pues para algunos la concha se refiere a la hoz y el  brazo erguido de la estatua de Juscelino representaría el martillo, símbolos clásicos del comunismo.

## Descripción
Presenta obras proyectadas por Athos Bulcão en su área externa, un vitral diseñado por la artista Marianne Peretti sobre la cámara mortuoria, y una escultura de 4,5 metros de autoría de Honório Peçanha.
El monumento fue construido totalmente en mármol blanco, del lado externo existen cuatro espejos de agua en diferentes niveles que aumentan la belleza del lugar. En el jardín frente a la entrada hay un banco con la estatua de Doña Sarah y el presidente JK sentados como si esperaran por los visitantes.
En el interior del monumento, los visitantes tienen la oportunidad de interactuar con la proyección holográfica del Presidente y hacer investigaciones en los totem multimedia en los diversos ambientes del museo.
Los restos mortales de Juscelino Kubitschek reposan en una cámara mortuoria ubicada en el interior del monumento.
Según los datos de la  de la Secretaría de Cultura do Distrito Federal, el Memorial JK recibe por año cerca de 20.000 mil alumnos de la Red de Enseñanza.

## Estructura

### Planta inferior[2]

#### Entrada

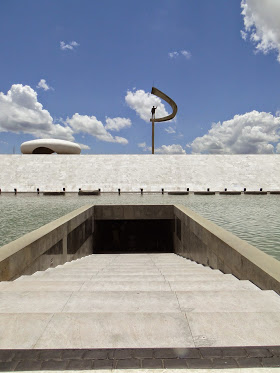
Entrada al Memorial JK

Luego en la entrada el visitante se encontrará común corredor con varios paneles que cuentan la jornada del Presidente Juscelino Kubistchek. Se pueden admirar registros importantes de su vida política, momentos en familia y con amigos.

#### Hall
El visitante tendrá acceso a cuatro terminales de investigación, que le permiten navegar a través de la historia del presidente Juscelino en dos idiomas: inglés y portugués.

#### Café con pan de queso
Un espacio agradable para que  los turistas prueben un exquisito café con el tradicional pan de queso de Minas.

#### Salón de metas
Ubicado en la planta inferior, el visitante encontrará diversos paneles con las 30 metas de la presidencia de JK. Además de un panel del Artista Cândido Portinari retratando al Presidente en tamaño original.

#### Biblioteca
Al lado del salón de metas, los visitantes se deparan con la biblioteca de JK, organizada de forma impecable, con muebles que pertenecieron al Presidente y nos llevan a un viaje en el tiempo, además de un acervo de tres mil libros. Es un espacio que merece ser visitado.

### Planta superior[2]

#### Museo
En ese espacio el turista encontrará objetos personales del Presidente JK y de su esposa como la casaca usada por él en la noche de la posesión y la réplica del vestido de baile usado por su esposa Doña Sarah, la banda presidencial. En este lugar están guardadas varias placas, condecoraciones, varias fotos que retratan la creación de la capital brasileña.

#### Cámara mortuoria
Se encuentra en el centro del piso superior y guarda los restos mortales del Presidente JK, en el túmulo está escrito "El Fundador".

#### Auditorio
Recibió el nombre de una de las hijas del Presidente, el Auditorio Márcia Kubistchek, se encuentra en el piso superior, con 310 sillones dispuestos en forma de la letra K. Está equipado con un equipo de sonido de última generación, contrastando con un majestuoso piano de cola, al fondo se pueden ver paneles con fotos ilustrando la historia de la capital y de su
Es un local que recibe diversos eventos, desde graduaciones, proyección de películas, realización de congresos y lanzamiento de libros.

### Tienda de recuerdos
A la salida del monumento el turista encontrará una tienda de recuerdos de esa visita tan especial, se ofrecen recuerdos variados para que el visitante no se olvide de ese importante monumento de Brasilia.
El monumento está ubicado en la Plaza del Cruzeiro, en el  Eixo Monumental (Eje Monumental) y está abierto a la visita de martes a domingo, de 9 horas a 18 horas. La entrada cuesta R$ 10,00 (diez reales), ancianos y estudiantes pagan la mitad. 
Vale resaltar que la estructura del edificio ofrece ascensores y rampas de acceso, baños adaptados facilitando el tránsito de personas con locomoción reducida.